# 三里屯太古里
三里屯太古里（英語：Taikoo Li Sanlitun），前稱三里屯Village、新三里屯，位於中国北京市朝陽區三里屯路11號及19號，是一個低密度綜合商業項目，由香港公司太古地產發展和擁有100%權益。項目於2008年至2009年分階段落成，由19座低密度大樓組成，整个项目总面积为54,000平方米，总楼面面积为120,400平方米。
2013年4月26日，太古地產宣佈，將三里屯Village正式更名為「三里屯太古里」，以提升品牌在國內外的認知度。
三里屯太古里由太古地产全资拥有和管理。

## 历史
根据中国购物中心等级评价标准2019年评定为国家五星购物中心。
三里屯太古里由歐華爾顧問有限公司（The Oval Partnership）及著名日本建築師隈研吾（Kengo Kuma）带领設計，其餘由來自中、日、港、美八位世界級建築師共同負責。商場由19座低密度建筑组成，分南北兩區，開設了超過200間商鋪和餐廳。南區主要為大眾化品牌，北區則為高級名牌，以及隈研吾設計的精品酒店瑜舍（现已结业）。
三里屯太古里擁有逾200家店鋪，包含咖啡廳，餐廳，酒吧，藝廊、畫廊、超市以及一个8屏幕的影院，並擁有可容纳800辆车辆的停车场。
**总楼面面积不包括停车场面积

### 南區
南區由歐華爾顧問有限公司（The Oval Partnership）負責設計，包括16棟主要是低層的建築物，各座被通道、小徑、庭院環繞，形成一個城市廣場，於2008年8月開幕，建築物外牆以不同顏色的方塊砌成，以兼顧夜晚的氛圍及營造突出視效，造出光影反射的明亮效果。南區每座樓高4層，並設一層地庫商場。租戶以年青時裝及休閒用品為主，包括Puma、Quiksilver、izzue.com、周生生及Mango等。地庫商場以生活精品店為主，並設深圳電器連鎖店順電、北京華聯精品超級市場及設有1,700個座位的大型影院美嘉欢乐影城（均已结业，其中美嘉欢乐影城由英皇电影城取代）。建築物頂樓以高級食肆為主，包括藍蛙，新元素，隱泉日本料理，麻辣誘惑，優年美式餐廳和大渔铁板烧等。
當中最矚目的商戶，為位於南區入口位置、佔整座鑽石形大樓的adidas，面積逾3萬平方呎，樓高4層，是全球首間品牌中心，也是全世界最大的adidas旗艦店，由美国建筑事务所SHoP Architects设计。旗艦店內設多個附屬品牌，包括Y-3、Stella McCartney、adidas originals經典系列。商場中央廣場北側為中國首家Apple Store，銷售蘋果電腦產品，專門店分上下兩層，面積近萬呎，並讓顧客試玩蘋果的最新產品。

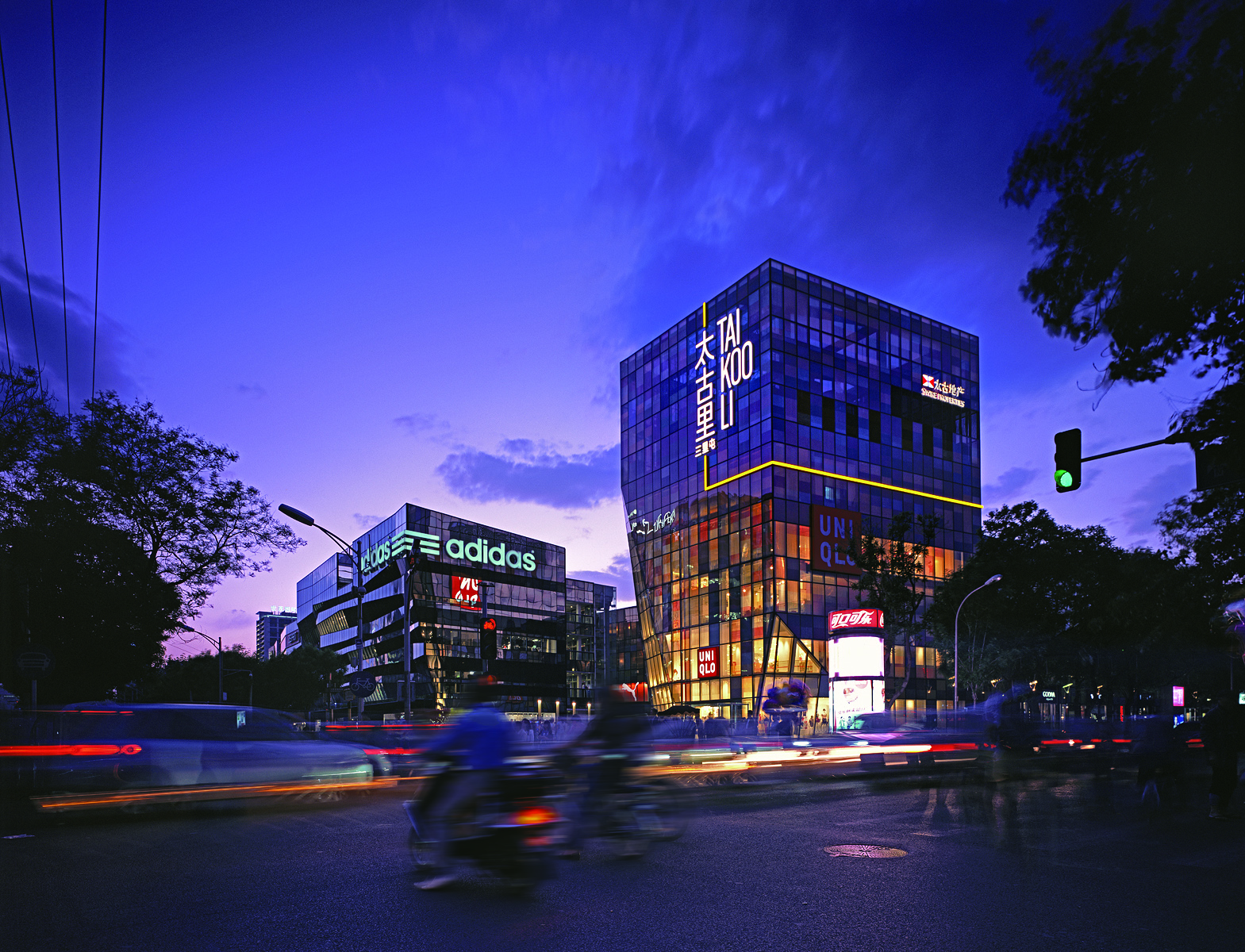
三里屯太古里南区夜景
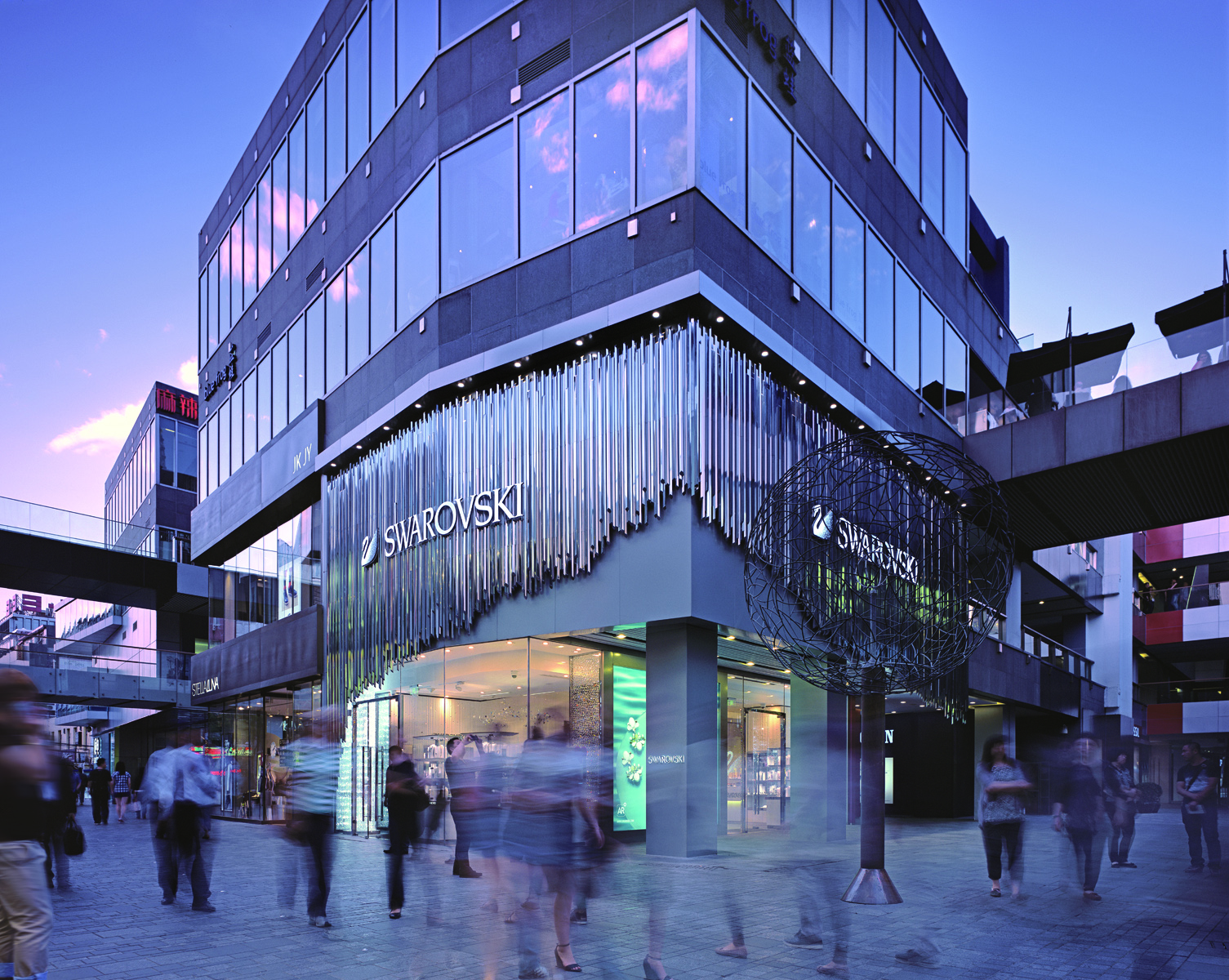
三里屯太古里南区
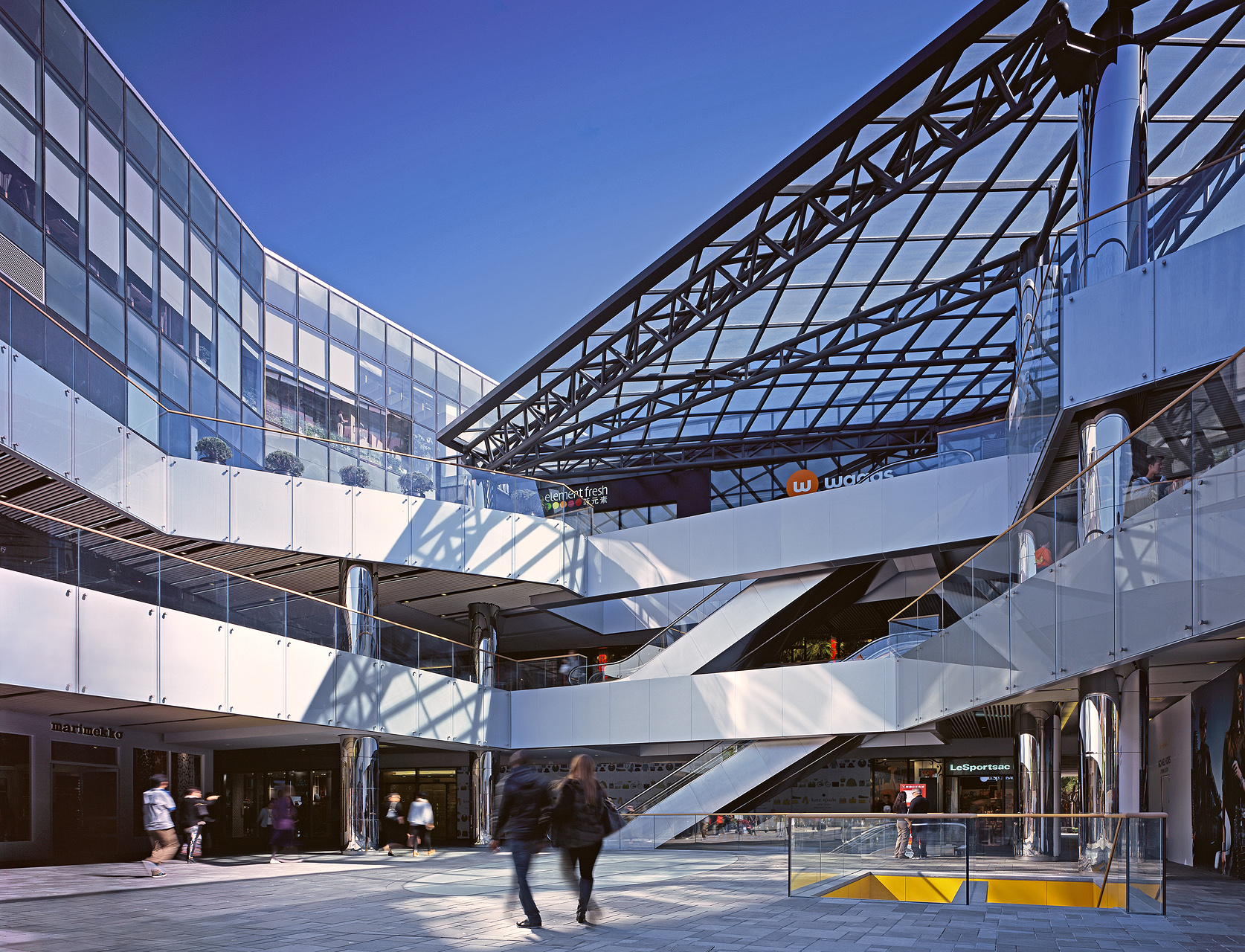
三里屯太古里南区
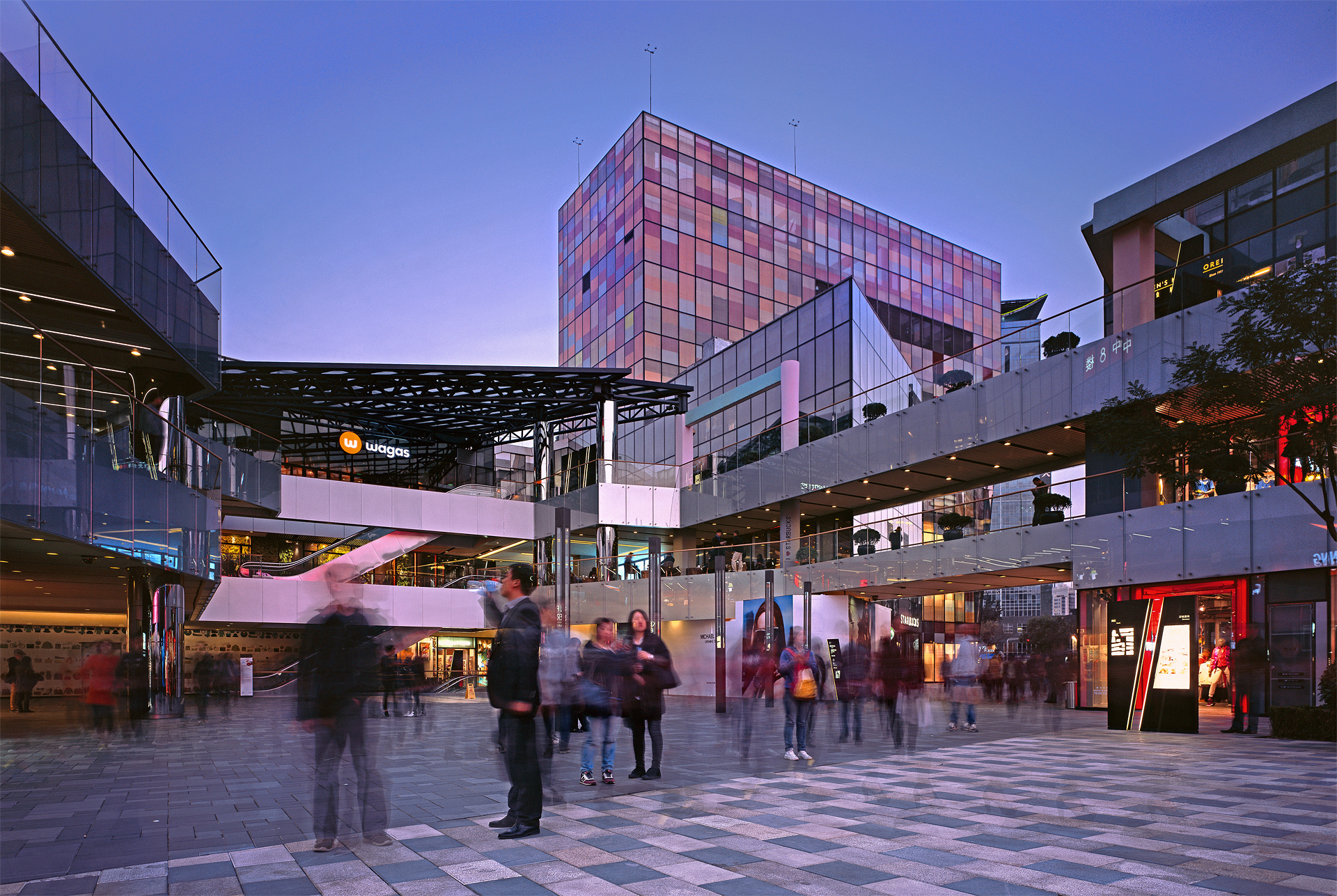
三里屯太古里南区广场

### 北區
北區於2010年開放，距離南區僅有幾分鐘的步行路程。建築物外牆以一個個不規則的巨型玻璃盒區砌成，每座樓高4層，並設一層地庫商場。以國際名牌為主要商戶，由於租金高企，初時招商率僅有30%，率先開幕為2010年5月開設的北京首間agnès b.旗艦店，新店共設兩層，面積逾500平方米。其他租戶包括theory、Furla、COMME des GARCON及英波里奥亚曼尼等。此外，北區還包括了一些精選的畫廊和藝廊，展出中國及外國的當代新銳藝術家的作品。
2023年起，三里屯太古里北区多间店铺开始调整，路易威登、Dior等品牌预计于2025年起分批在北区开设品牌旗舰店。

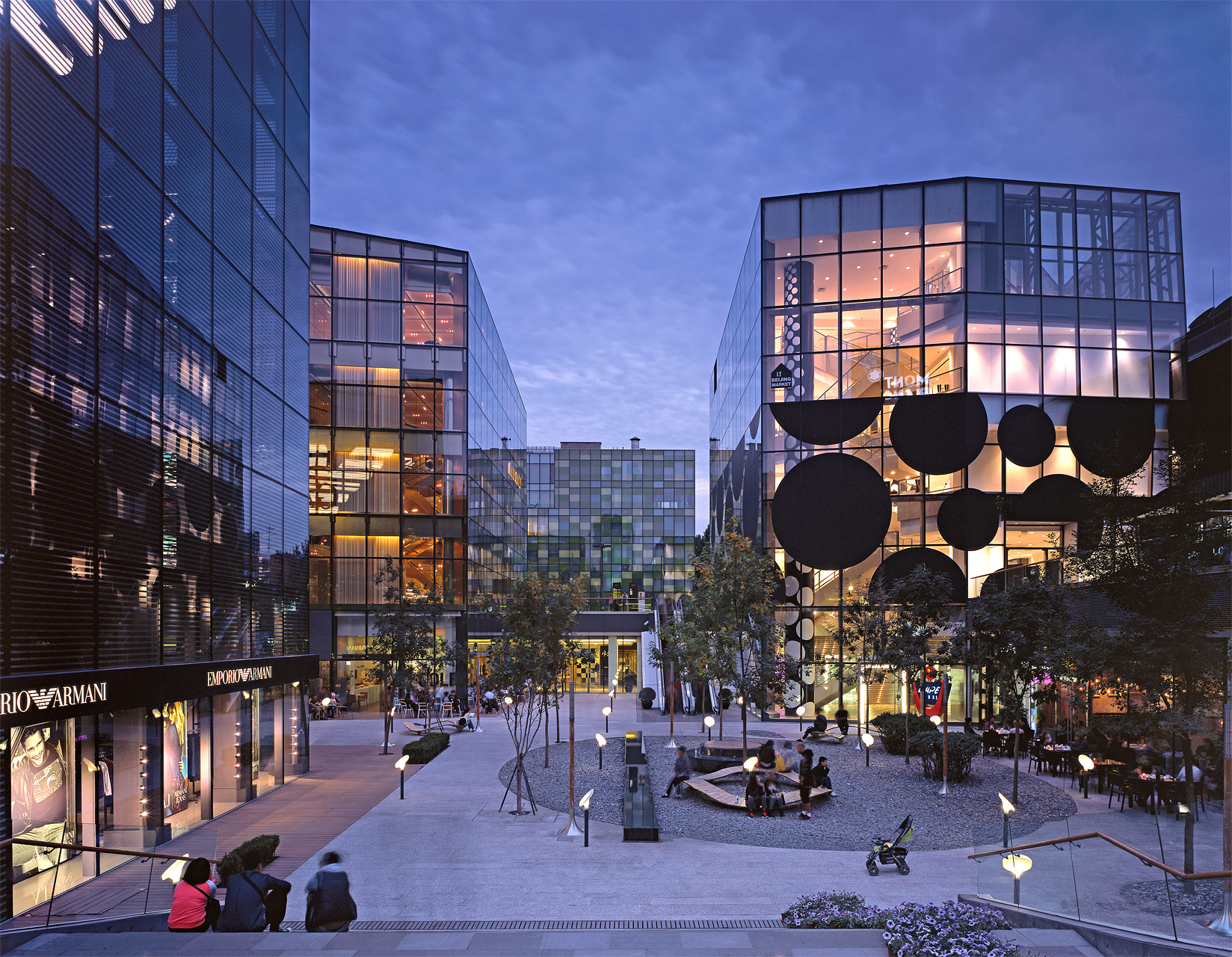
三里屯太古里北区
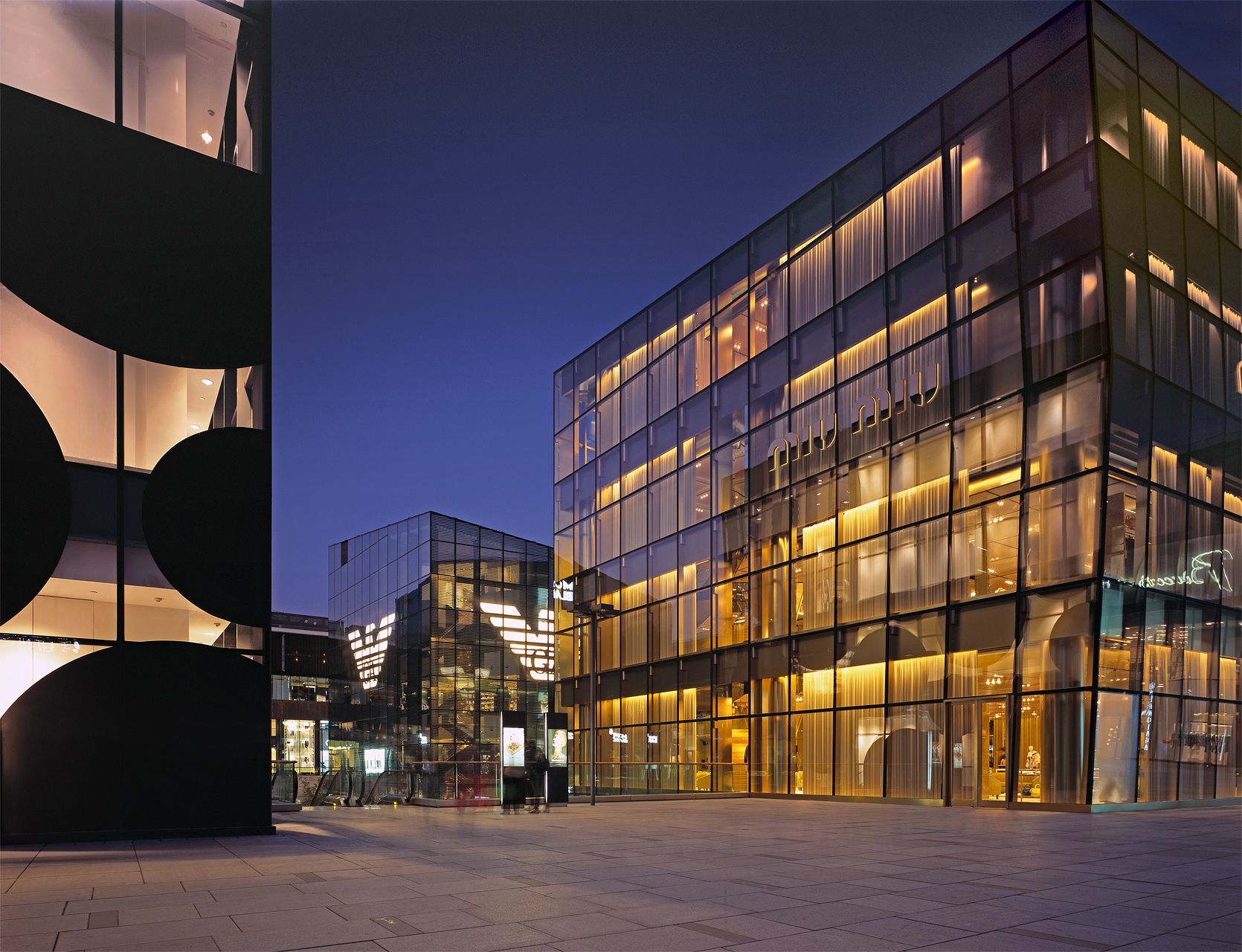
三里屯太古里北区
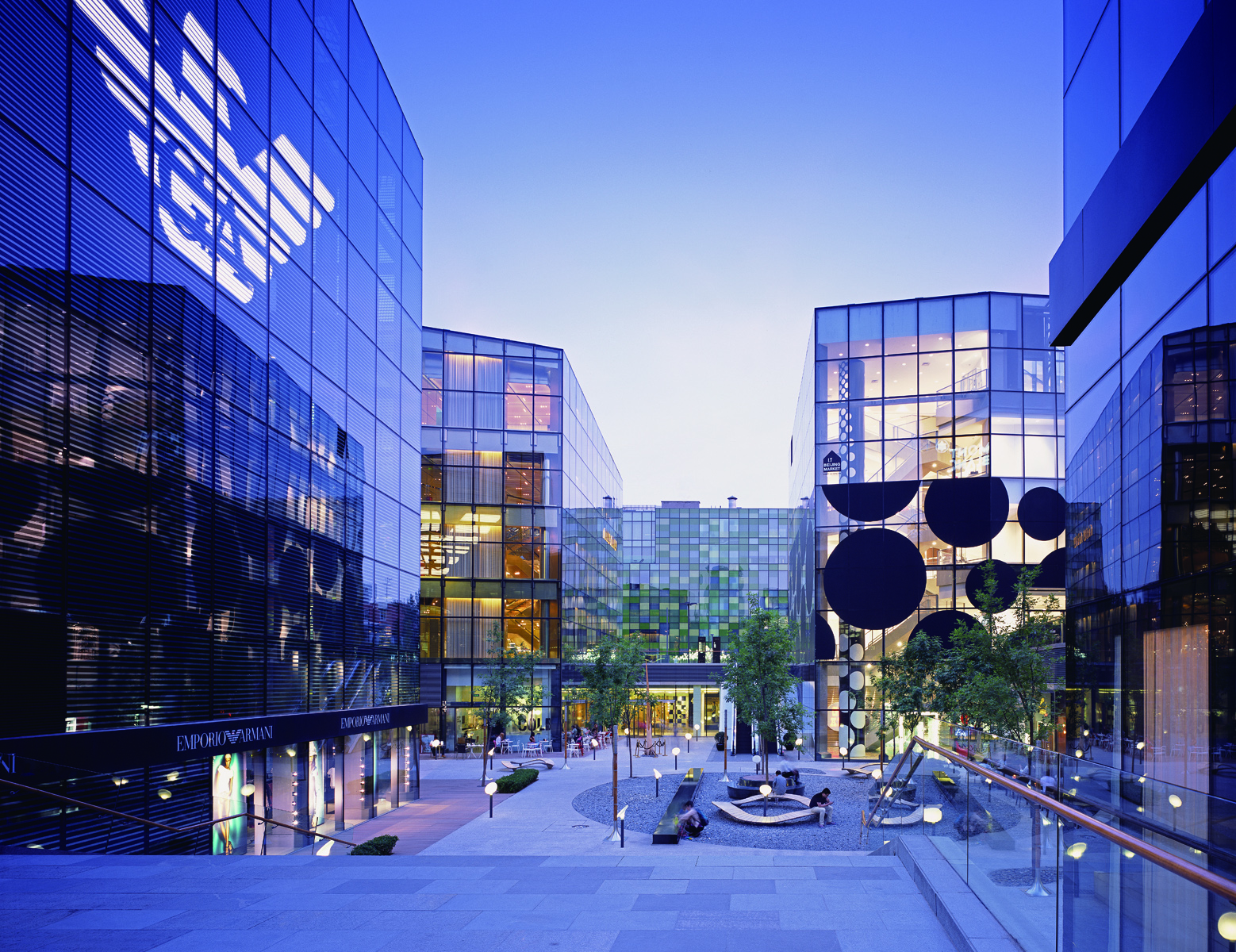
三里屯太古里北区

2021年8月1日太古地產與與北京市朝陽區人民政府及北京公交集團簽署合作框架協議，雙方將改造位於太古里北區北邊、朝陽區新東路2號的北京公交集團維修場站成文化商業地標，三里屯北区北项目位于“文化三里屯”建设的核心区域，南邻三里屯太古里北区北侧，北邻东直门外大街，东至三里屯路，西至新东路。目前为北京市公交集团下属的保修分公司二厂，占地约4.7万余平米。

### 西區

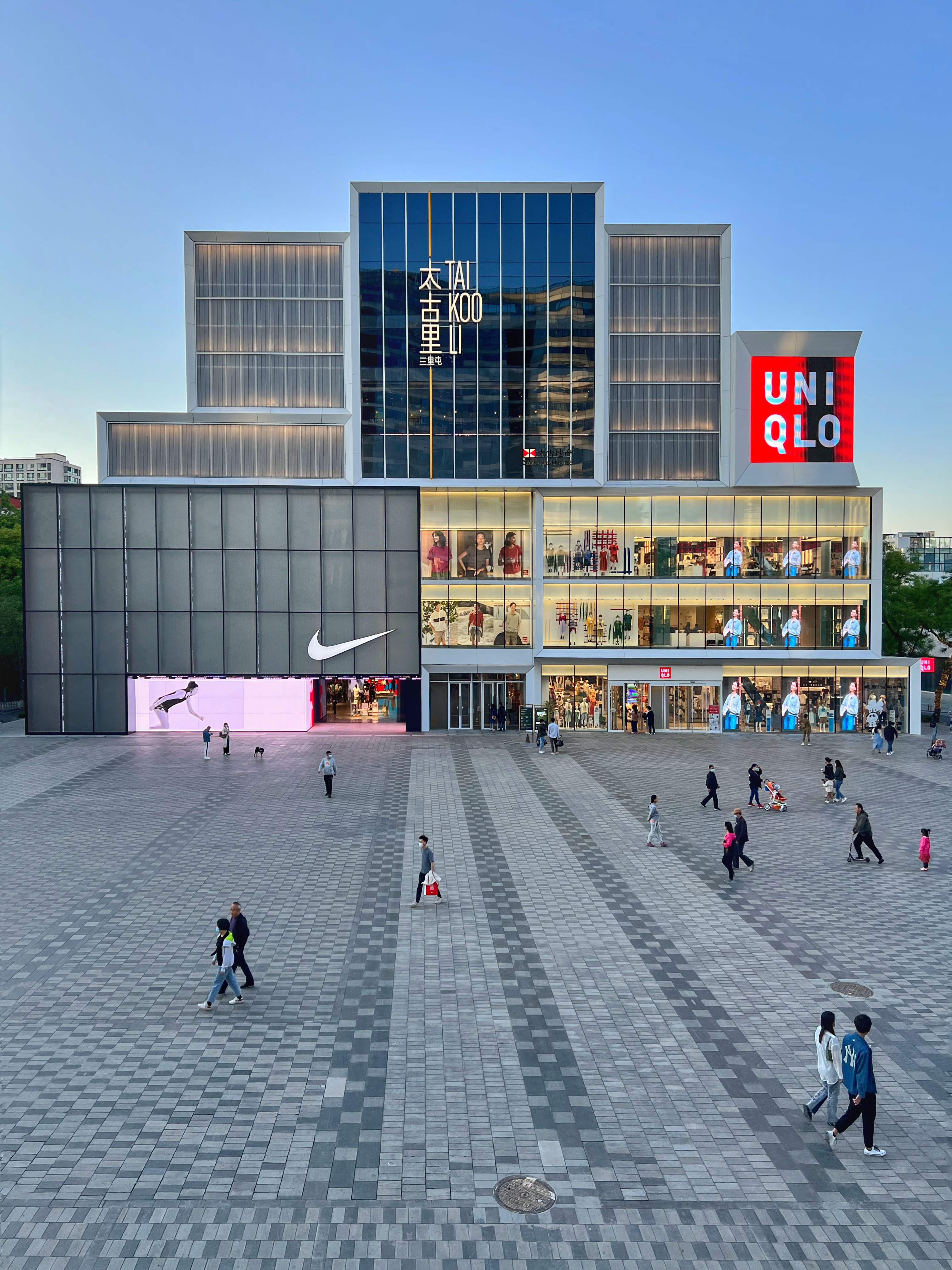
太古里西区，2022年

三里屯太古里西区位于南区西侧，共十层（地下二层、地上八层），总楼面面积约2.75万平方米，是在原北京昆泰控股集团有限公司所属的雅秀大厦（原雅秀服装市场）基础上改造而成。2017年，太古地产与昆泰集团达成合作协定，长期整租雅秀大厦并对其进行翻新升级。西区于2021年12月3日正式营业，Nike及Uniqlo先后迁至西区，成为西区主要租户。

### 交通
临近3号线及17号线的换乘站工人体育场站；此外距离地铁10号线团结湖站也较近。

## 相关事件及评价

### 事件
- 三里屯优衣库视频事件
- 2015年8月13日，北京朝阳区三里屯酒吧街南口，一男子持刀无故将一男一女两名路人砍伤，女子抢救无效身亡。两人为一对跨国新婚夫妇，男子为法国籍，女子为山东省人。[11]

### 评价

#### 摄影许可问题

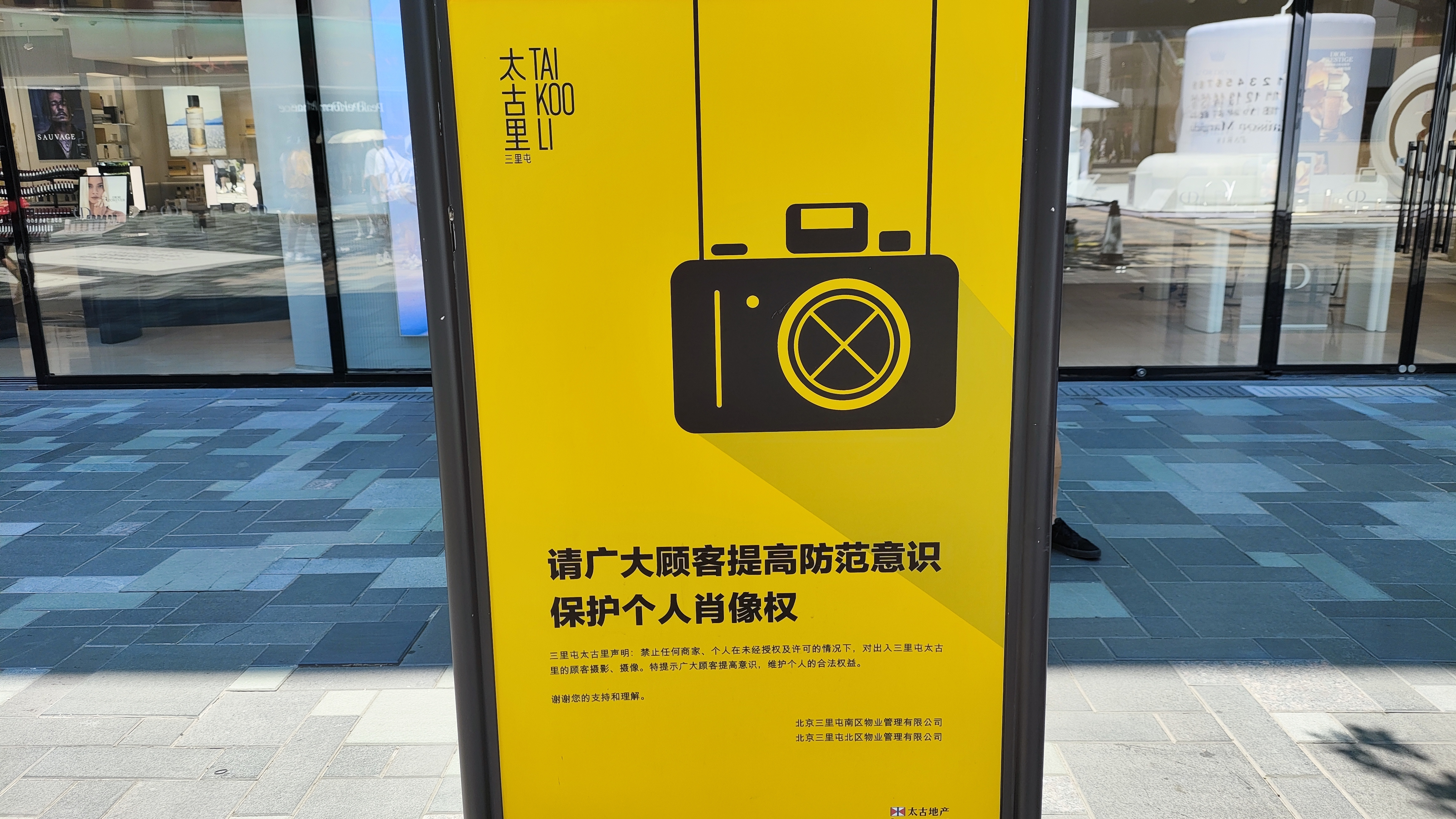
三里屯太古里南区室外所布置的提醒访客拒绝街拍、保护肖像权的告示，其与成都太古里告示内容接近，设计也完全相同

三里屯太古里南区及北区因其开放式街区特色设计，经常能够吸引摄影师及模特等前来拍照，也与同系的成都太古里一样面临摄影师围绕游客拍照影响顾客，甚至在隐秘位置偷拍顾客等问题。2023年6月9日，三里屯太古里在其微信公众号发布《三里屯太古里街拍温馨提示》。其中称，三里屯太古里在公共区域的醒目位置设有多个提示牌，提醒广大顾客提高防范意识，保护个人肖像权，物业工作人员亦会进行提示。三里屯太古里不支持任何未经许可的商业拍摄行为，并设有正规的商业拍摄申请渠道。而有媒体致电三里屯太古里询问详情时，工作人员表示个人可使用手机在项目内进行拍摄，但不能使用比较专业的单反等设备拍摄，若用专业设备进行街拍，需向三里屯太古里相关服务台办理拍摄许可证方可进行。